# Simon de Buci
Pour les articles homonymes, voir de Buci.
Simon de Buci, ou de Bucy, mort en 1369, originaire de Bucy-le-Long (Soissonnais), était un haut magistrat et notable parisien du milieu du XIVe siècle. 

## Biographie
D'origine roturière, il se servit de son influence auprès du roi de France Philippe VI – qui l’avait également nommé en son conseil secret-, mais aussi de sa fortune pour être anobli en mai 1339  :
Le roi Philippes VI dit de Valois, par ses Lettres données à Poissy
au mois de May 1339 sans finance, anoblit & légitima Simon de Bucy
conseiller & President au Parlement, auparavant Procureur General & Nicolle
Taupin fa femme, fille de Jean Taupin de Coucy. Il estoit selon ces Lettres,
fils de feu Simon de Bucy, C!erc & Seigneur en Loix, & de feu Jeanne
fille de feu Robert, & de Marguerite de Luac franche personne. Le mesme
Simon père fut après le décès de sa femme, Chanoine de Chalons, &
Diacre.
En 1341, il reçut le titre de premier président du Parlement de Paris, l'actuelle cour d’appel.  Cette reconnaissance royale ainsi que sa charge perpétuelle en faisaient un personnage très important de Paris au milieu du XIVe siècle. En 1350, il conforta sa position par le rachat de la porte Saint-Germain, une des dix portes construites à la fin du XIIe siècle et au début du XIIIe siècle par Philippe Auguste pour entrer dans Paris, alors entourée de murailles.
Le passage à la Porte Saint-Germain occasionnait le paiement d’une taxe sur les marchandises importées, assura rapidement la fortune de De Buci... La gloire, quant à elle, ne tarda pas non plus. Dès 1352, la rue parisienne qui depuis le siècle précédent menait à cette porte fut nommée « rue de Buci ». La porte Saint-Germain avait, de son côté, été rebaptisée « porte de Buci » en l’honneur de son nouveau propriétaire. Malgré sa fortune et ses charges, il est cependant probable que De Buci ne fut pas un personnage très populaire, à une époque où le roi, Jean II, dit Jean Le Bon, passait l’essentiel de son temps en tournois et autres festivités, des hommes assoiffés de pouvoir et d’argent, tels De Buci, avaient le contrôle des affaires du Royaume.